# Delostoma integrifolium
Delostoma integrifolium là một loài thực vật có hoa trong họ Chùm ớt. Loài này được D.Don mô tả khoa học đầu tiên năm 1823.